# Casa da Moeda do Brasil
A Casa da Moeda do Brasil (CMB) é uma empresa estatal responsável pela impressão da moeda e papel-moeda oficiais do Brasil.

## História

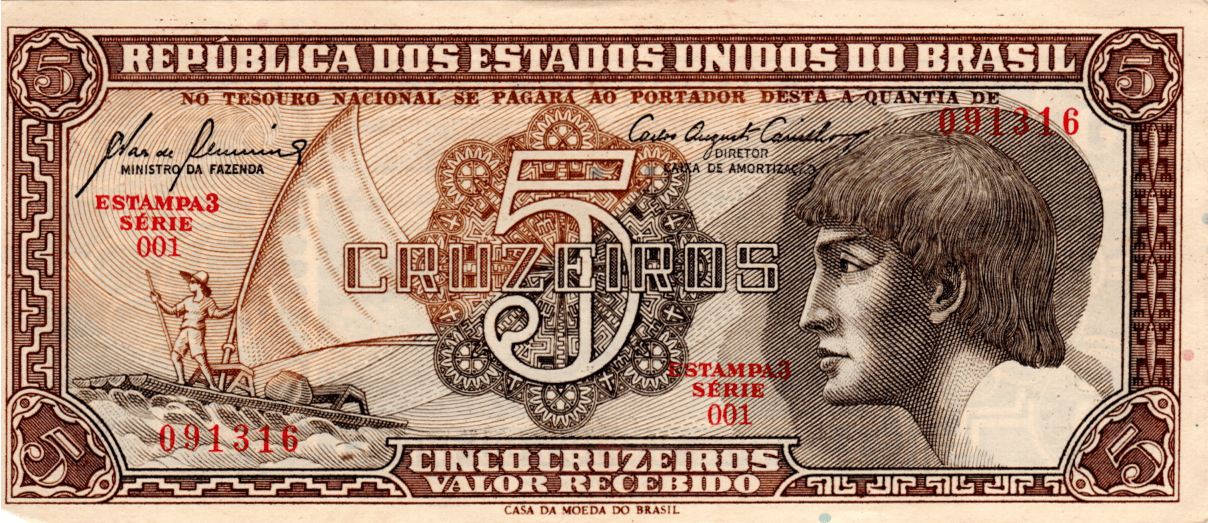
cruzeiros de 1961 que ficou conhecida como a "cédula do índio", padrão que marcou o retorno da Casa da Moeda como única fabricante do dinheiro brasileiro.

A Casa da Moeda do Brasil foi fundada em 8 de março de 1694 pelos administradores coloniais portugueses em Salvador para a fabricação de moedas de ouro proveniente das minerações. O primeiro cunhador foi José Berlinque, nomeado em 6 de maio do mesmo ano e logo substituído por Domingos Ferreira Zambuja, ourives natural da Bahia. Em 1699 a Casa da Moeda foi transferida para o Rio de Janeiro, ano em que foram cunhadas as primeiras moedas no solo daquela cidade. Em 1700, houve a transferência da Casa da Moeda para o Recife, que voltaria a fabricar moedas metálicas cinquenta e cinco anos após a confecção das primeiras moedas brasileiras, cunhadas durante o Brasil Holandês. No ano de 1702 a Casa da Moeda foi transferida novamente (e em definitivo) para o Rio de Janeiro.
A Casa da Moeda do Brasil é responsável pela impressão da moeda e papel-moeda oficiais no Brasil. Adicionalmente, a empresa também imprime moedas comemorativas, medalhas, selos postais, e documentos que precisem de mecanismos de proteção de falsificação, para outras empresas.

## Atuação
Como medida complementar, a lei de 19 de dezembro de 1695 proíbe que moedas de ouro da metrópole circulassem em qualquer das capitanias do Brasil, estando os infratores sujeitos à apreensão das moedas e penas de 3 a 5 anos em Angola.[carece de fontes?]
Desde sua fundação a Casa da Moeda vem realizando a produção de moedas e, posteriormente, também de cédulas e outros produtos de segurança.
O crescimento da economia brasileira durante os anos seguintes demonstrou a necessidade de expansão da área de atuação da empresa. Como solução do problema, um complexo industrial foi aberto no Distrito industrial de Santa Cruz, na Zona Oeste do Rio de Janeiro.